# Südafrikanische Frauen-Cricket-Nationalmannschaft in Pakistan in der Saison 2024/25
Die Tour der südafrikanischen Frauen-Cricket-Nationalmannschaft nach Pakistan in der Saison 2024/25 fand vom 16. bis zum 20. September 2024 statt. Die internationale Cricket-Tour war Bestandteil der internationalen Cricket-Saison 2024/25 und umfasste drei WTwenty20s. Südafrika gewann die Serie mit 2–1.

## Vorgeschichte
Für beide Mannschaften war es die erste Tour der Saison. Das letzte Aufeinandertreffen der beiden Mannschaften fand in der Saison 2023 in Pakistan statt.

## Stadion
Das folgende Stadion wurde für die Tour ausgewählt.
| Stadion                | Stadt  | Kapazität | Spiele       |
| ---------------------- | ------ | --------- | ------------ |
| Multan Cricket Stadium | Multan | 30.000    | 1. – 3. WT20 |

## Kaderlisten
Pakistan benannte seinen Kader am 25. August 2024.
Südafrika benannte seinen Kader am 3. September 2024.
| WTwenty20 | WTwenty20 |
| Pakistan | Südafrika |
| --- | --- |
| - Fatima Sana (K) - Muneeba Ali (wk) - Sidra Ameen - Diana Baig - Nida Dar - Gull Feroza (wk) - Tuba Hassan - Sadia Iqbal - Iram Javed - Aliya Riaz - Tasmia Rubab - Nashra Sandhu - Syeda Aroob Shah - Sadaf Shamas - Omaima Sohail | - Laura Wolvaardt (K) - Anneke Bosch - Tazmin Brits - Nadine de Klerk - Annerie Dercksen - Mieke de Ridder (wk) - Ayanda Hlubi - Sinalo Jafta (wk) - Marizanne Kapp - Ayabonga Khaka - Suné Luus - Nonkululeko Mlaba - Seshnie Naidu - Tumi Sekhukhune - Chloe Tryon |

## Women’s Twenty20 International

### Erstes WTwenty20 in Multan
| 16. September Scorecard | Multan | Südafrika 132-4 (20)          | – | Pakistan 122-5 (20) |
|                         |        | Südafrika gewinnt mit 10 Runs |   |                     |

Pakistan gewann den Münzwurf und entschied sich als Feldmannschaft zu beginnen. Für Südafrika begannen Laura Wolvaardt und Tazmin Brits. Wolvaardt erreichte 11 Runs und nachdem Marizanne Kapp 14 und Suné Luus 27 Runs erzielt hatten, beendete Brits zusammen mit Chloe Tryon das Innings. Brits erzielte dabei ein Fifty über 56* Runs und Tryon 15* Runs. Beste pakistanische Bowlerin war Sadia Iqbal mit 3 Wickets für 34 Runs. Pakistan verlor früh vier Wickets, bevor Nida Dar zusammen mit Aliya Riaz eine Partnerschaft formte. Dar gelangen 16 Runs und wurde durch Fatima Sana ersetzt. Bis zum Ende des Innings erzielte Riaz ein Fifty über 52 Runs und Sana 37* Runs, was jedoch nicht reichte, um die Vorgabe einzuholen. Beste südafrikanische Bowlerinnen waren Tumi Sekhukhune mit 2 Wickets für 15 Runs und Marizanne Kapp mit 2 Wickets für 22 Runs. Als Spielerin des Spiels wurde Tazmin Brits ausgezeichnet.

### Zweites WTwenty20 in Multan
| 18. September Scorecard | Multan | Pakistan 181-4 (20)          | – | Südafrika 168-4 (20) |
|                         |        | Pakistan gewinnt mit 13 Runs |   |                      |

Südafrika gewann den Münzwurf und entschied sich als Feldmannschaft zu beginnen. Für Pakistan bildeten die Eröffnungs-Batterinnen Muneeba Ali und Gull Feroza eine Partnerschaft. Feroza gelangen 10 Runs, woraufhin Sidra Amin ins Spiel kam. Ali schied nach 45 Runs aus und wurde gefolgt von Nida Dar. Amin verlor ihr Wicket nach 28 Runs und nachdem Fatima Sana aufs Feld gekommen war, schied auch Dar nach 29 Runs aus. Sana (37* Runs) konnte daraufhin zusammen mit Aliya Riaz (17* Runs) das Innings beenden und die Vorgabe auf 182 Runs erhöhen. Beste südafrikanische Bowlerin war Tumi Sekhukhune mit 2 Wickets für 30 Runs. Für Südafrika formte Eröffnungs-Batterin Laura Wolvaardt zusammen mit der dritten Schlagfrau Anneke Bosch eine Partnerschaft. Wolvaardt erzielte 36 Runs und wurde gefolgt durch Nadine de Klerk. Bosch schied nach 24 Runs aus, woraufhin ihr Suné Luus folgte. Nachdem de Klerk 12 Runs erzielt hatte, beendete Luss, mit einem Fifty über 53* Runs, zusammen mit Chloe Tryon (30* Runs) das innings, was jedoch nicht reichte, um die Vorgabe einzuholen. Beste pakistanische Bowlerinnen waren Nashra Sandhu mit 2 Wickets für 20 Runs und Sadia Iqbal mit 2 Wickets für 27 Runs. Als Spielerin des Spiels wurde Muneeba Ali ausgezeichnet.

### Drittes WTwenty20 in Multan
| 20. September Scorecard | Multan | Pakistan 153-5 (20)             | – | Südafrika 154-2 (18.3) |
|                         |        | Südafrika gewinnt mit 8 Wickets |   |                        |

Südafrika gewann den Münzwurf und entschied sich als Feldmannschaft zu beginnen. Für Pakistan bildeten die Eröffnungs-Batterinnen Muneeba Ali und Gull Feroza eine Partnerschaft. Feroza erreichte 18 Runs und wurde durch Sidra Amin gefolgt. Ali schied nach 33 Runs aus und nachdem Nida Dar 12 Runs und Fatima Sana 27 Runs erreichte, verlor auch Amin ihr Wicket nach 37 Runs. Das Innings endete mit einer Vorgabe von 154 Runs für Südafrika. Die südafrikanischen Wickets erzielten Suné Luus, Chloe Tryon, Tumi Sekhukhune und Nonkululeko Mlaba. Für Südafrika formte Eröffnungs-Batterin Laura Wolvaardt zusammen mit der dritten Schlagfrau Anneke Bosch eine Partnerschaft. Bosch musste nach 46 Runs verletzt aufgeben und wurde durch Annerie Dercksen ersetzt. Wolvaardt konnte 45 Runs erzielen, bevor Dercksen zusammen mit Suné Luus die Vorgabe im vorletzten Over einholte. Dercksen gelangen dabei 44* Runs und Luus 14* Runs. Die pakistanischen Wickets erzielten Tuba Hassan und Sadia Iqbal. Als Spielerin des Spiels wurde Annerie Dercksen ausgezeichnet.

## Auszeichnungen

### Player of the Series
Als Player of the Series wurden der folgende Spieler ausgezeichnet.
| Serie | Player of the Series |
| ----- | -------------------- |
| WT20  | Suné Luus            |

### Player of the Match
Als Player of the Match wurden die folgenden Spielerinnen ausgezeichnet.
| Spiel   | Player of the Match |
| ------- | ------------------- |
| 1. WT20 | Tazmin Brits        |
| 2. WT20 | Muneeba Ali         |
| 3. WT20 | Annerie Dercksen    |